# Ukrán Szovjet Szocialista Köztársaság
Az Ukrán Szovjet Szocialista Köztársaság, röviden Ukrán SZSZK (ukránul: УРСР – Українська Радянська Соціалістична Республіка; oroszul: УССР – Украинская Советская Социалистическая Республика) a Szovjetunió egyik tagállama volt 1922–1991 között.
Északon a Belorusz SZSZK, északkeleten és keleten az Oroszországi SZSZSZK, délnyugaton a Moldáv SZSZK és Románia, nyugaton Magyarország, Csehszlovákia és Lengyelország, délen a Fekete- és az Azovi-tenger határolta. Fővárosa előbb Harkov, majd 1934-től Kijev volt. Az 1960-as évektől közigazgatásilag 25 területből és 2 területi jogú városból állt.

## Története
Az Orosz Birodalom széthullása idején, 1917 végén megalakult az első ukrán állam, az Ukrán Népköztársaság, amelyet 1920-ra a Vörös Hadsereg elfoglalt, így 1922-től Ukrajna Ukrán SZSZK néven a Szovjetunió egyik alapító tagállama lett. A mai Ukrajna nyugati vidékei az újonnan létrejött Lengyelország részévé váltak. A Magyarországtól elcsatolt Kárpátalja ugyanakkor Csehszlovákiához került.
A kollektivizálás csúcsán, 1932–1933-ban mintegy 3,5–4 millió ember halt meg a Szovjetunió egészére (nemcsak Ukrajnára!) kiterjedő, ukránul holodomornak nevezett éhínség során az országban.
A második világháború kitörésekor, 1939-ben a Szovjetunió megszállta Lengyelország keleti részét, nagyjából Nyugat-Ukrajnát és Nyugat-Belorussziát. 1941-től a Barbarossa hadművelet szerint támadó németek egész Ukrajnát elfoglalták, ott rablógazdálkodást folytattak, egészen a szovjetek 1942 és 1944 között tartó támadásáig. 1945. február 4-11 között a később Ukrajnához csatolt Jaltán került megrendezésre a szövetséges nagyhatalmak vezetői között a második világháború utáni rendezés egyik találkozója, a jaltai konferencia. A háború lezártával Lengyelország délkeleti része és Kárpátalja is az Ukrán SZSZK-hoz került, illetve 1954-ben az Oroszországi SZSZSZK-tól hozzá csatolták a Krím félszigetet.
Az Ukrán SZSZK (a Belorusz SZSZK-val együtt) önálló tagja lett a második világháború után megalakuló egyetemes nemzetközi szervezetnek, az ENSZ-nek, így a Szovjetunió széthullása után a többi volt tagköztársasággal ellentétben nem kellett felvételét kérnie a szervezetbe.
1986. április 26-án a Pripjaty folyó mellett fekvő Csernobilban súlyos atomerőműbaleset történt. Ennek következményeképp a Kijevtől északra található vidékek, illetve Fehéroroszországban található nagy területek még mindig súlyosan sugárszennyezettek.
Ukrajna 1991. augusztus 24-én kiáltotta ki függetlenségét, amelyet egy december 1-jén megtartott választáson az ukránok többsége támogatott.

## Zászlaja

Az USZSZK zászlaja 1919 és 1929 között
Az USZSZK zászlaja 1929 és 1937 között
Az USZSZK zászlaja 1937 és 1949 között
Az USZSZK zászlaja 1949 és 1955 között
Az USZSZK zászlaja 1955 és 1991 között

## Kapcsolódó szócikk
- Ukrajna a Szovjetunión belül